# Villa Paranacito
Villa Paranacito är en kommunhuvudort i Argentina.   Den ligger i provinsen Entre Ríos, i den centrala delen av landet, 100 km norr om huvudstaden Buenos Aires. Villa Paranacito ligger 7 meter över havet och antalet invånare är 3 988.
Terrängen runt Villa Paranacito är mycket platt. Runt Villa Paranacito är det mycket glesbefolkat, med 2 invånare per kvadratkilometer.. Det finns inga andra samhällen i närheten. 
Trakten runt Villa Paranacito består huvudsakligen av våtmarker.